# Comisarul federal pentru arhivele Stasi
Comisarul federal pentru arhivele (serviciului) Stasi al fostei RDG (în germană Bundesbeauftragter für die Unterlagen des Staatssicherheitsdienstes der ehemaligen Deutschen Demokratischen Republik) este un comisar federal ales de parlamentul german. El se află în fruntea unui oficiu federal special denumit "Oficiul Comisarului federal pentru arhivele Stasi al fostei RDG" (în germană: Die Behörde des Bundesbeauftragten für die Unterlagen des Staatssicherheitsdienstes der ehemaligen Deutschen Demokratischen Republik, prescurtat oficial BStU). Aceast oficiu a fost fondat după revoluția anticomunistă din 1989 de către membrii comitetului cetățenesc și din voluntari ai mișcărilor pentru drepturile omului pentru păstrarea arhivelor Stasi din fosta Republică Democrată Germană. Instituția pe care a condus-o a fost absorbită, la 2021, de Arhivele Federale Germane.

## Titulari
Comisarul federal este ales de Bundestag pe o durată de aproximativ 10 ani. Din 1991, funcția a fost îndeplinită de:
- Joachim Gauck (1991–2000) - a fost ulterior președinte al Germaniei (2012–2017);
- Marianne Birthler (2000–2011);
- Roland Jahn (2011–2021).